# Bolesław Karnas

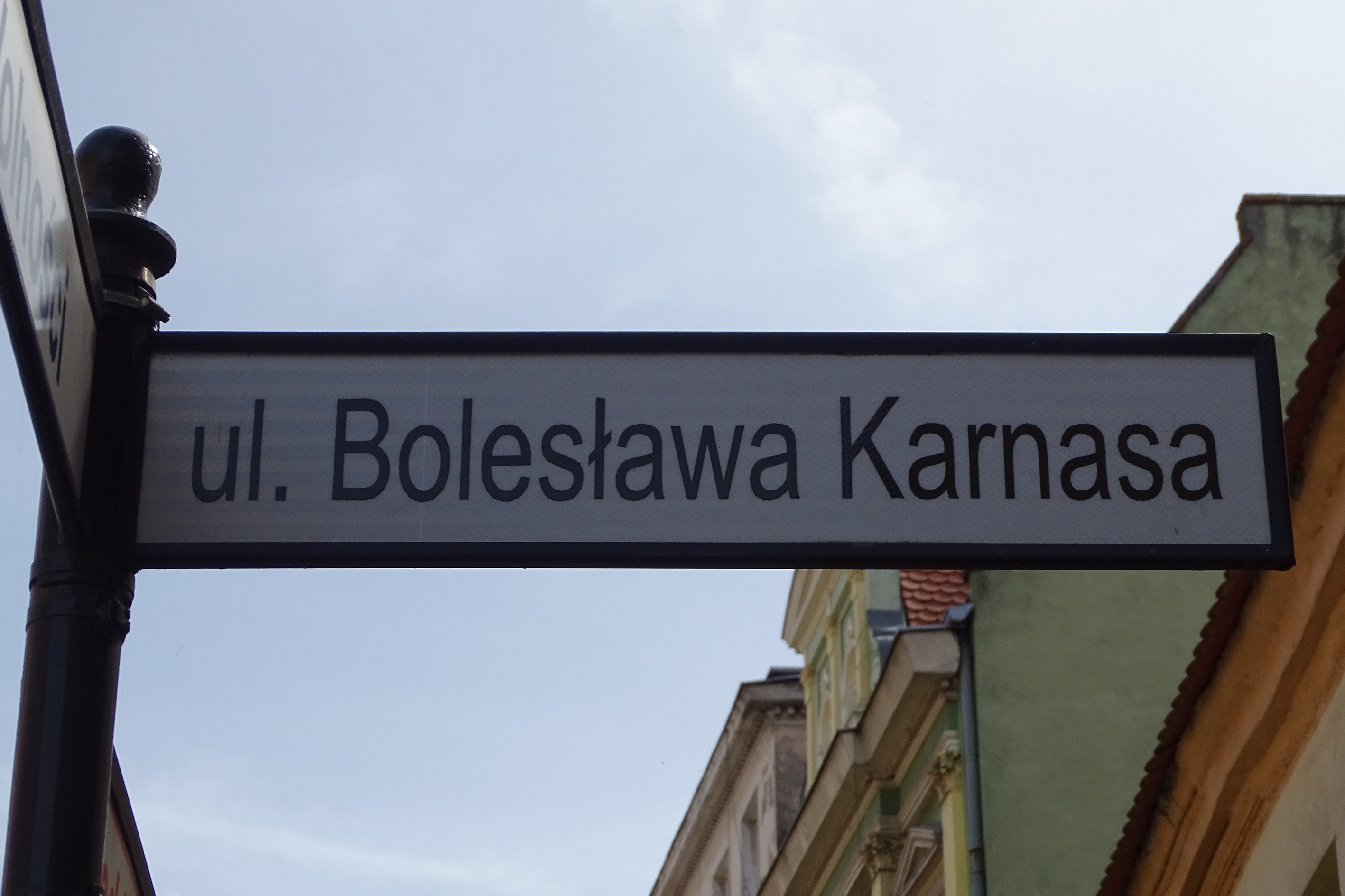
Ulica Bolesława Karnasa w Środzie Śl.

Bolesław Karnas (ur. 2 czerwca 1942 w Gwoźnicy Górnej, zm. 26 maja 2004 w Środzie Śląskiej) – działacz Solidarności, więzień polityczny w stanie wojennym, przedsiębiorca, cukiernik.
Od 1958 uczył się cukiernictwa w Środzie Śl., po otrzymaniu dyplomu cukiernika w 1961 pracował w zawodzie do 2000. W 1971 został absolwentem liceum ogólnokształcącego dla pracujących w Środzie Śl. Po powstaniu związku zawodowego Solidarność zaangażował się we wrześniu 1980 r. w jego działalność na terenie Środy Śl., zostając przewodniczącym Międzyzakładowej Komisji Koordynacyjnej w tym mieście. W efekcie działalności został internowany 14 grudnia 1981 i do 4 lutego 1982 był więziony najpierw we Wrocławiu, a potem w Nysie. Po zwolnieniu z obozu kontynuował działalność opozycyjną w podziemiu. W wyniku upadku komunizmu w Polsce zaangażował się w działalność samorządową, zostając w 1990 radnym i pierwszym przewodniczącym Rady Gminy i Miasta Środa Śląska z ramienia Komitetu Obywatelskiego „Solidarność”, stanowiska te piastował przez czteroletnią kadencję. 
Od roku 2015 jest patronem ulicy w Środzie Śląskiej. 